# 于休烈
于休烈（690年—772年），京兆府高陵县（今陕西省西安市高陵区）人，祖籍河南郡洛阳县，唐肃宗时期的史官、国子祭酒，代宗即位后历任工部侍郎、尚书。

## 家世
于休烈是唐初大臣、十八学士之一于志宁的玄孙，父于默成，官至沛县令，早卒。
- 高祖：于志宁，燕国公，諡號定
- 曾祖：于慎言，符璽郎
- 祖父：于安贞，吳興令、蘭陵公
- 父亲：于默成，沛县令

## 生平
于休烈自幼好学，善于写文章，与会稽贺朝万、齐融、延陵包融为文词之友，齐名一时。唐玄宗开元初年，进士及第，又应制策登科，授秘书省正字。历任右补阙、起居郎、集贤殿学士，转比部员外郎、郎中。天宝末年，杨国忠为宰相，排斥异己，于休烈被外放为中部郡（在今陕西黄陵县）太守。
安史之乱爆发，唐肃宗即位，于休烈从中部郡赶赴皇帝行在，擢拜给事中，迁任太常少卿，掌管礼仪事务，兼修国史。安史之乱中，宫廷典籍遗失殆尽，至德二年（757年），于休烈请求肃宗重赏求购民间收藏的《国史》、《开元实录》等典章史籍，但数月之内，唯得一两卷，后前修史官工部侍郎韦述献其家藏《国史》一百一十三卷。
乾元年间，于休烈转任工部侍郎、修国史，献《五代帝王论》，受宰相李揆嫉妒，被改任为国子祭酒，权留史馆修撰。
763年，唐代宗即位，宰相元载推荐于休烈为右散骑常侍，依前兼修国史，不久加礼仪使。迁工部侍郎。又改检校工部尚书，兼判太常卿事，正拜工部尚书，累封东海郡公，加金紫光禄大夫。
于休烈在朝凡三十余年，历掌清要，不治家产。他恭俭温仁，喜怒不形于色。亲贤下士，推举后进，在老年时，仍手不释卷，大历七年（772年）卒，年八十一。赠尚书左仆射，谥曰元。有文集十卷行于世。

## 子孙
夫人韦氏，赠国夫人。
- 子：于益，翰林学士
- 子：于肃，翰林学士，官至给事中
  - 孙：于敖，赠礼部尚书
    - 曾孙：于球
    - 曾孙：于珪
    - 曾孙：于瑰
    - 曾孙：于琮，尚广德公主，乾符（874—879）中任宰相。

## 延伸阅读
[在维基数据编辑]
 在维基文库阅读此作者作品
 《舊唐書·卷149》，出自刘昫《舊唐書》
 《新唐書·卷104》，出自《新唐書》

## 传記資料
1. ↑  是岁春，休烈妻韦氏卒。上以休烈父子儒行著闻，特诏赠韦氏国夫人，葬日给卤簿鼓吹。及闻休烈卒，追悼久之，褒赠尚书左仆射，赙绢百匹、布五十端，遣谒者内常侍吴承倩就私第宣慰。儒者之荣，少有其比。

- 《旧唐书》卷一百四十九·列传第九十九
- 《新唐书》卷一百四·列传第二十九